# Update (SQL)
Een UPDATE-opdracht in SQL wijzigt gegevens in een of meerdere records van een database.
UPDATE wordt gebruikt in de volgende vorm:
UPDATE tabelnaam SET kolomnaam1 = waarde1 [, kolomnaam2 = waarde2 ...] [WHERE criteria]
Opdat de UPDATE-opdracht zou lukken moet de gebruiker de nodige machtigingen hebben voor het wijzigen van data, de nieuwe waarde mag geen conflict geven met de geldende constraints (zoals primaire sleutels, unieke indexen en constraints). 

## Voorbeelden
Zet de waarde van kolom C1 in tabel T op 1, indien de waarde van C2 in de rij "a" is.
```
 
UPDATE
 
T
 
SET
 
C1
 
=
 
1
 
WHERE
 
C2
 
=
 
'a'

```

Verhoog de waarde van de kolom C1 met 1 indien C2 "a" is.
```
 
UPDATE
 
T
 
SET
 
C1
 
=
 
C1
 
+
 
1
 
WHERE
 
C2
 
=
 
'a'

```

Verhoog de waarde van de kolom C1 (in tabel T1) met 2 indien de waarde van C2 (in tabel T1) bestaat in het veld C3 (in tabel T2)
```
 
UPDATE
 
T1
 
SET
 
C1
 
=
 
C1
 
+
 
2
 
WHERE
 
C2
 
IN
 
(
SELECT
 
C3
 
FROM
 
T2
)

```

### Complexer voorbeeld
Dit voorbeeld wijzigt meerdere kolommen in tabel T1 door deze te scheiden met een komma (,) indien de waarde van C0 (in tabel T1) bestaat in het veld C1 in de tabel T2:
- C1 wordt de waarde van de drie kolommen bij elkaar opgeteld;
- C2 wordt verhoogd met 1;
- C3 wordt vermenigvuldigd met 2.

```
 
UPDATE
 
T1
 
SET
 
C1
 
=
 
C1
 
+
 
C2
 
+
 
C3
,
 
C2
 
=
 
C2
 
+
 
1
,
 
C3
 
=
 
C3
 
*
 
2
 
WHERE
 
C0
 
IN
 
(
SELECT
 
C1
 
FROM
 
T2
)

```